# Elsie Baker
Elsie Baker (13 de julio de 1883-16 de agosto de 1971) fue una actriz y cantante estadounidense. Su carrera abarcó al vodevil a través de las películas mudas producidas por Victor Talking Machine Company en la radio y en la televisión.

## Biografía
Nació el 13 de julio de 1883 en Chicago, Illinois. Baker subió al escenario cuando solo tenía 10 meses, y en más de 80 años después todavía seguía trabajando hasta su muerte.
A veces usaba el nombre artístico de Edna Brown, durante la década de 1910 trabajaba con el dúo del cantante irlandés-estadounidense Billy Murray. Su dueto en 1916 en la canción "Play a Simple Melody" está disponible en el sitio de Internet Archive sobre Billy Murray & Edna Brown. Una de sus grabaciones fue la canción "I Love You Truly" que se escucha en la película Qué bello es vivir.
 Murió el 16 de agosto de 1971 en Manhattan, Nueva York.

## Filmografía
| Año  | Título                       | Papel                                                 | Notas          |
| ---- | ---------------------------- | ----------------------------------------------------- | -------------- |
| 1916 | The Mysteries of Myra        | Mujer vampiro                                         |                |
| 1916 | Beatrice Fairfax             | Marie Boccetti / Mujer de Circo en Carpa / Otra mujer | parte 1, 2, 13 |
| 1917 | Patria                       |                                                       | Serial         |
| 1917 | The Black Stork              |                                                       |                |
| 1950 | Mystery Street               | Señora mayor                                          | Sin acreditar  |
| 1950 | Shakedown                    | Sirvienta de Palmer                                   | Sin acreditar  |
| 1951 | You Never Can Tell           | Papel menor                                           | Sin acreditar  |
| 1952 | No Room for the Groom        |                                                       | Sin acreditar  |
| 1952 | Ma and Pa Kettle at the Fair |                                                       | Sin acreditar  |
| 1953 | Bad for Each Other           | Mrs. Olzoneski                                        | Sin acreditar  |
| 1954 | Three Hours to Kill          | Townswoman                                            | Sin acreditar  |
| 1964 | Good Neighbor Sam            | Mrs. Nurdlinger                                       | Sin acreditar  |
| 1968 | Blackbeard's Ghost           | Señora mayor #2                                       |                |
| 1968 | The Ghosts of Hanley House   | Lucy                                                  |                |